# Banca, Pyrénées-Atlantiques
Banca (tiếng Basque: Banka) là một xã thuộc tỉnh Pyrénées-Atlantiques trong vùng Aquitaine ở tây nam nước Pháp. Xã này nằm ở khu vực có độ cao trung bình 522 mét trên mực nước biển.
Xã nằm trong tỉnh Lower Navarre.